# Bomba de fumaça

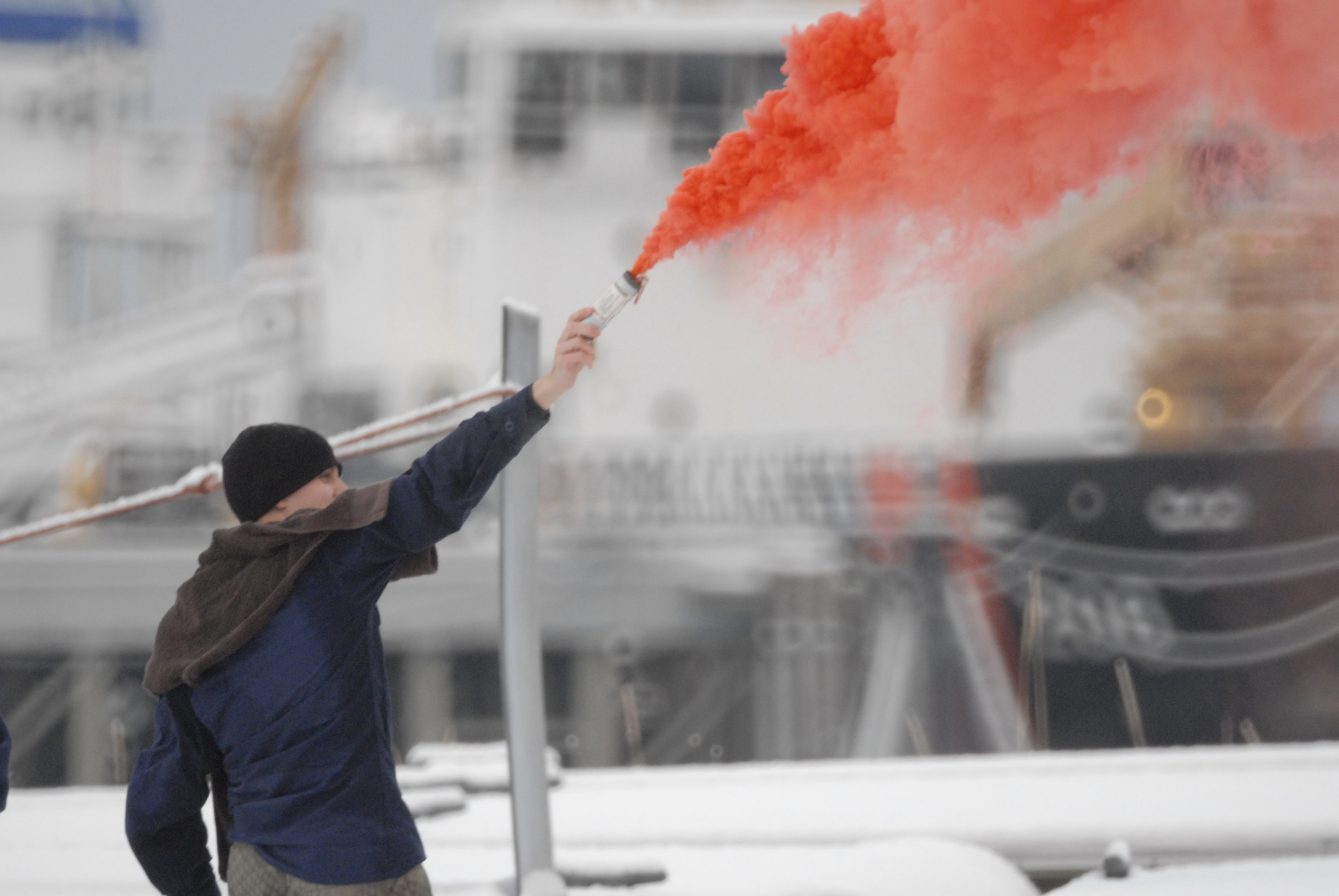
Um membro da tripulação de um avião Hércules HC-130 da Guarda Costeira dos Estados Unidos, da Estação Aérea de Kodiak acende um sinalizador diurno/noturno M-124 durante o treinamento anual da tripulação em 14 de novembro de 2008.

Uma bomba de fumaça é um produto de reação química projetado para produzir fumaça quando ativado, podendo ser utilizados como dispositivos de sinalização em emergências.

## História
A bomba de fumaça foi criada pela primeira vez em 1848 pelo inventor britânico Robert Yale. Ele desenvolveu fogos de artifício no estilo chinês do século XVII e depois modificou a fórmula para produzir mais fumaça por um período mais longo. No início da história japonesa, foi usada uma forma mais rudimentar de bomba de fumaça. Explosivos eram comuns no Japão durante as invasões mongóis do século XIII. Bombas portáteis de invólucro flexível foram posteriormente projetadas para liberar fumaça, gás venenoso e estilhaços de ferro e cerâmica.
Os dispositivos de fumaça colorida usam uma fórmula que consiste em um oxidante (normalmente nitrato de potássio, KNO 3 ), um combustível (geralmente açúcar), um moderador (como bicarbonato de sódio) para evitar que a reação fique muito quente e um corante orgânico em pó. A combustão dessa mistura evapora o corante e o força para fora do dispositivo, onde ele se condensa na atmosfera para formar uma "fumaça" de partículas finamente dispersas.
Bombas de fumaça caseiras, mesmo antes da invenção de Yale em 1848, eram e são usadas com mais frequência em brincadeiras e conflitos de rua. Geralmente são feitos de materiais que queimam mal e ficam contidos em recipientes com entrada de ar limitada, o que impede a combustão. Como tanto os ingredientes quanto os usos são imprevisíveis, as bombas de fumaça caseiras são frequentemente classificadas como dispositivos incendiários.

## Aplicações

### Uso civil
- É usado para aumentar a visibilidade à distância, como em caso de desastre nas montanhas ou no mar. Navios civis também os utilizam para assustar outras embarcações.[2]
- Na Europa, eles também são usados para torcer em partidas de futebol. No entanto, como a fumaça pode obstruir a visibilidade e dificultar a continuação da partida, o Campeonato Japonês de Futebol decretou um conjunto de itens proibidos  que, em princípio, proíbem o uso de bombas de fumaça, sinalizadores, gelo seco, fogos de artifício, buzinas de gás e outros itens que possam ser percebidos como perturbadores da partida. Essas são regulamentações mais rigorosas do que aquelas em vigor no mundo todo.[3]
- É usado como substituto da fumaça de incêndio em filmagens, produções teatrais e simulações de incêndio e evacuação. É utilizada uma máquina de fumaça que emite vapor de gelo seco em vez de fumaça de combustão (o que aciona detectores de incêndio, removendo a fonte de calor).
- Bombas de fumaça usadas para causar danos às vezes são usadas como um ato de sabotagem.

### Militares
As aplicações militares incluem o seguinte: Além disso, aquelas usadas como granadas e projéteis de artilharia são chamadas de bombas de fumaça. Elas diferem das granadas de fumaça porque geralmente têm um dispositivo de ignição embutido e acendem e emitem fumaça após serem lançadas ou disparadas.
- Ocultação do inimigo
- Designação de alvos de artilharia e bombardeio
- Transmitir comandos e informações através da cor e do número de fumaça
- Às vezes, é usado como substituto de gás tóxico em treinamentos com máscara respiratória, mas foram desenvolvidos dispositivos de treinamento modernos que emitem gases inofensivos.